# Лорънс О’Брайън
Лорънс О’Брайън (на английски: Laurence O'Bryan) е ирландски писател, автор на произведения в жанра трилър.

## Биография и творчество
Лорънс О’Брайън е роден през 1970 г. в Дъблин, Ирландия. Следва английска филология и история и завършва икономика в Дъблинския университет, а след това и информационни технологии в Оксфордския университет. Работи като портиер, за да се издържа като портиер. След дипломирането си работи работи във финансовия център на Лондон. Едновременно с работа си започва да пише.
През 2007 г. участва в писателски семинар и конкурс в Южна Калифорния и печели награда за „изключителен роман“ за първия си ръкопис, и договор за три книги. Вдъхновение за поредицата му дава старата част на Истанбул, който роден град на съпругата му Зейнеп.
Първият му трилър „Истанбулска загадка“ е публикуван през 2012 г. Главният герой Шон Раян отива в Истанбул, за да идентифицира тялото на приятеля си Алек, който работи по проект за проект за заснемане на мозайките в „Света София“ и открит обезглавен в близост до храма. В Истанбул намира няколко фотографии на неизвестни мозайки, спасява се от двама убийци с помощта на служителката по сигурността Изабел Шарп, с която започват да търсят мотивите за това по тайни подземни тунели и разбират за чудовищен замисъл за масов апокалипсис.
В следващите му романи двамата герои търсят в Йерусалим загадката около древен ръкопис съдържащ смъртоносна историческа тайна, мистерията на загадъчен символ в истанбулския ръкопис, който ги въвлича в много неприятности в Манхатън, конспирация и убийства на промигрантски активисти в Германия свързани с изгубени писма от папа Пий XII до Адолф Хитлер, и се срещат с ислямистки организации в Кайро и в пустинята по време на революционната криза, и покрай невероятно археологическо откритие в Голямата пирамида в Гиза.
Съосновател е на Съюза на писателите в Дъблин. Популяризира и подкрепя нови автори.
Лорънс О’Брайън живее със семейството си в Дъблин.

## Произведения

### Серия „Пъзел – Шон Раян и Изабел Шарп“ (Puzzle)
1. The Istanbul Puzzle (2012)
Истанбулска загадка, изд.: ИК „Хермес“, Пловдив (2013), прев. Димитър Добрев
2. The Jerusalem Puzzle (2012)
Йерусалимска загадка, изд.: ИК „Хермес“, Пловдив (2014), прев. Нина Руева
3. The Manhattan Puzzle (2013)
Манхатънска загадка, изд.: ИК „Хермес“, Пловдив (2015), прев. Дафина Янева-Китанова
4. The Nuremberg Puzzle (2016)
5. The Cairo Puzzle (2017)

### Сборници
- „The Puzzle Behind The Istanbul Puzzle“ в „The Perfect Murder“ (2013) – с Пол Финч, Жаки Роуз, Майкъл Ръсел, Марк Сенен и Лука Весте